# 安妮亞·福斯蒂娜
安妮亞·福斯蒂娜（Annia Faustina，約222年逝）是一位羅馬皇后，皇帝埃拉伽巴路斯的第三任妻子。

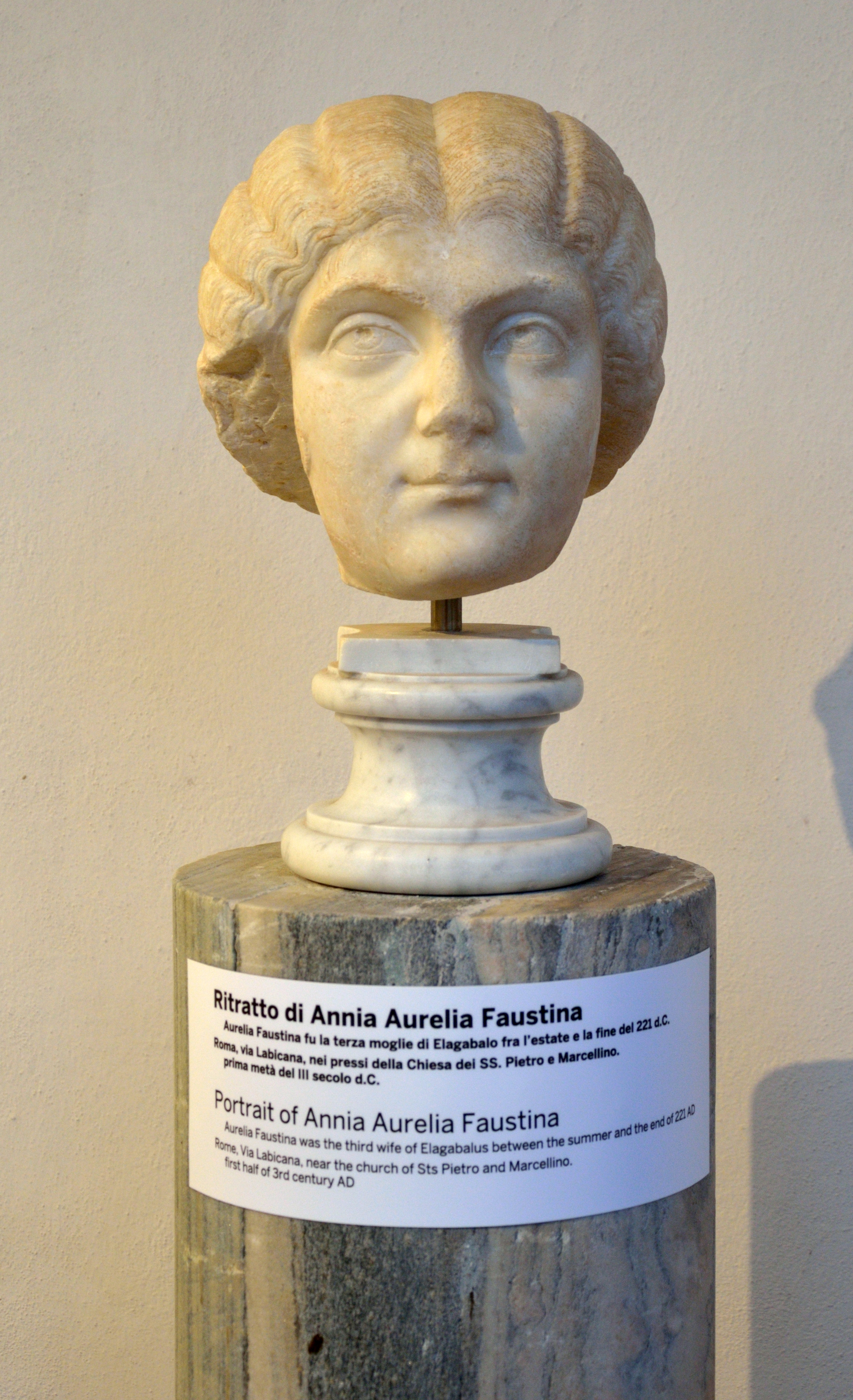
安妮亞·福斯蒂娜像

安妮亞·福斯蒂娜是提比略·克勞狄烏斯·塞維魯斯·普羅庫盧斯的女兒，安敦尼王朝的後裔。她的第一任丈夫是龐波尼烏斯·巴蘇斯，他們有一子一女。221年埃拉伽巴路斯將龐波尼烏斯·巴蘇斯處決並娶福斯蒂娜為第三任皇后，同年又和她離婚，二度與維斯塔貞女阿奎莉婭·塞薇拉結婚。